# Lauenensee
Der Lauenensee (Berndeutsch: Louenesee, Berner Oberländisch: Louwenesee) ist ein natürlicher See in der Gemeinde Lauenen im Schweizer Kanton Bern auf 1379 m ü. M. in den Berner Alpen.

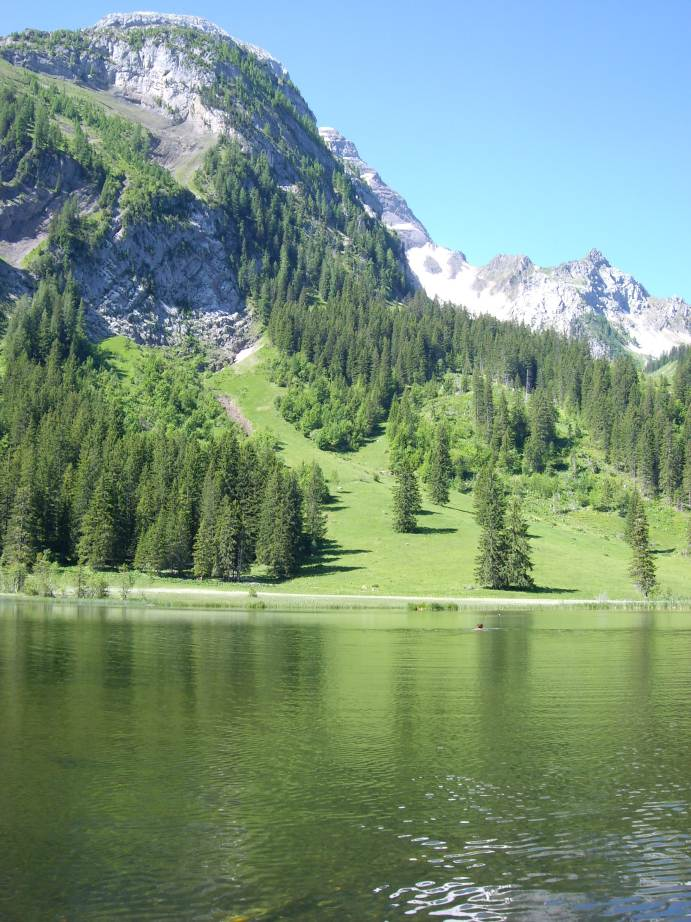
Am Lauenensee

Zu unterscheiden sind kleiner (ca. 9'000 m³) und grosser Lauenensee (ca. 90'000 m³), welche durch Sumpfland getrennt sind. Seit den 1970er Jahren stehen sie und das Moorgebiet unter Schutz.
Am Ostrand des kleinen Sees steht die Wirtschaft zum Lauenensee (1394 m ü. M.), nicht weit entfernt befinden sich die Bushaltestelle Lauenensee (1380 m ü. M.) und ein gebührenpflichtiger Parkplatz.

## Trivia
Der Lauenensee wird in der 1982 veröffentlichten Rockballade der Schweizer Mundartrockband Span besungen: I gloube i gange no meh … a Louenesee.

## Nachweise
1. 1 2  Lage, Schreibweise & Höhe bei «geo.admin.ch».
2. ↑  Lage & Höhe bei «ortsnamen.ch».